# Pterostylis pearsonii
Pterostylis pearsonii är en orkidéart som först beskrevs av David Lloyd Jones, och fick sitt nu gällande namn av Janes och Duretto. Pterostylis pearsonii ingår i släktet Pterostylis och familjen orkidéer. Inga underarter finns listade i Catalogue of Life.